# Tim Paumgartner
Tim Paumgartner (Salzburgo, Austria, 5 de marzo de 2005) es un futbolista austríaco que juega de centrocampista en el F. C. Liefering de la 2. Liga.

## Trayectoria
Debutó como profesional con el F. C. Liefering el 15 de octubre de 2021, sustituyendo a Justin Omoregie durante la victoria por 2-0 en casa contra el FC Pasching.
Mientras jugaba en el F. C. Liefering de la segunda división austríaca -siendo su jugador más joven esa temporada-, fue titular habitual en el equipo sub-19 del Red Bull Salzburgo, sobre todo en su campaña de la Liga Juvenil de la UEFA, en la que se proclamó campeón de la fase de grupos.

## Estadísticas

### Clubes
Actualizado al último partido disputado el 2 de noviembre de 2024.
| Club                      | Div.          | Temporada     | Liga  | Liga  | Copas nacionales | Copas nacionales | Copas internacionales | Copas internacionales | Total | Total |
| Club                      | Div.          | Temporada     | Part. | Goles | Part.            | Goles            | Part.                 | Goles                 | Part. | Goles |
| ------------------------- | ------------- | ------------- | ----- | ----- | ---------------- | ---------------- | --------------------- | --------------------- | ----- | ----- |
| F. C. Liefering · Austria | 2.ª           | 2021-22       | 2     | 0     | —                | —                | —                     | —                     | 2     | 0     |
| F. C. Liefering · Austria | 2.ª           | 2022-23       | 5     | 0     | —                | —                | —                     | —                     | 5     | 0     |
| F. C. Liefering · Austria | 2.ª           | 2023-24       | 22    | 1     | —                | —                | —                     | —                     | 22    | 1     |
| F. C. Liefering · Austria | 2.ª           | 2024-25       | 10    | 0     | —                | —                | —                     | —                     | 10    | 0     |
| F. C. Liefering · Austria | Total club    | Total club    | 39    | 1     | 0                | 0                | 0                     | 0                     | 39    | 1     |
| Total carrera             | Total carrera | Total carrera | 39    | 1     | 0                | 0                | 0                     | 0                     | 39    | 1     |